# Edward Natapei
Edward Nipake Natapei Tua Fanua'araki, né le 17 juillet 1954 à Futuna (Vanuatu) et mort le 28 juillet 2015 à Port-Vila (Vanuatu), est un homme d'État vanuatais. Il est Premier ministre du pays à deux reprises, du 13 avril 2001 au 29 juillet 2004, puis du 22 septembre 2008 au 2 décembre 2010.

## Biographie
Edward Natapei est un anglophone, membre du Vanua'aku Pati, un parti anglophone et socialiste. Il est brièvement ministre des Affaires étrangères du gouvernement de Walter Lini en 1991. En tant que président du Parlement, il assume l'intérim de la présidence de la République du 2 mars 1999 au 24 mars 1999, jusqu'à l'entrée en fonction de John Bani.
En avril 2001, le Premier ministre Barak Sopé perd un vote de défiance, au Parlement, et Natapei le remplace, le 13 avril. Les législatives de mai 2002 donnent une alliance majoritaire au Premier ministre Natapei mais les fragilités de cette coalition conduisent aux élections anticipées de juillet 2004, auxquelles son parti subit un revers. Edward Natapei soutient la formation d'une coalition avec le Parti national unifié de Ham Lini, mais c'est un échec : Serge Vohor devient Premier ministre, et Natapei quitte temporairement la scène politique.
Natapei conduit la liste du Vanua'aku Pati aux élections législatives de septembre 2008, qu'il remporte. Formant une coalition gouvernementale avec les députés du Parti national unifié et du parti Nagriamel, il est élu Premier ministre par le Parlement, le 22 septembre, avec 27 voix, face à 25 pour Maxime Carlot Korman, francophone chef du Parti républicain du Vanuatu et dissident de l'Union des partis modérés (UPM). En octobre 2008, il accueille l'UPM conservatrice et francophone de Serge Vohor dans la majorité et le gouvernement, et s'allie même en juin 2009 avec le Parti républicain de Maxime Carlot Korman qui obtient la présidence du Parlement. Un nouveau remaniement a lieu le 18 novembre 2009 avec l'éviction du Parti national unifié du vice-Premier ministre Ham Lini, pourtant jusqu'ici son principal allié, et du Parti républicain de Korman, soupçonnés de vouloir déposer une motion de censure. Pour conserver une majorité, il s'allie avec les 16 députés du « Bloc de l'Alliance » qui réunissait jusqu'à présent des indépendants et des petits partis mineurs dans l'opposition. 
Le 27 novembre 2009, le président du Parlement Maxime Carlot Korman, un des principaux opposants à Natapei, annonce la déchéance de ce dernier de son siège de député pour avoir omis d'assister à trois réunions consécutives du Parlement sans en prévenir par écrit le président comme la loi l'exige. Il est, par conséquent, techniquement déchu de son poste de Premier ministre. La Cour suprême du Vanuatu décide toutefois le 6 décembre 2009 de casser la décision de Maxime Carlot Korman et de permettre à Edward Natapei de rester membre du Parlement et donc Premier ministre. Quatre jours plus tard, il survit à la sixième motion de censure lancée contre son gouvernement depuis son entrée en fonction, rejetée par 36 votes contre 11. Elle avait été déposée par le nouveau chef de l'opposition Ham Lini, chef du Parti national unifié, après son expulsion du gouvernement et de la majorité multipartite à la mi-novembre. 
Le 2 décembre 2010, les adversaires de Natapei parviennent finalement à le destituer, après de multiples tentatives infructueuses. Alors qu'il vient de quitter le Vanuatu pour se rendre à la Conférence de Cancún de 2010 sur le climat, le Premier ministre est renversé par une motion de censure. Sato Kilman lui succède avec l'approbation des députés.
Le 16 juin, toutefois, le président de la Cour suprême, Vincent Lunabek, juge que l'élection de Kilman en décembre n'avait pas été conforme aux dispositions sur le vote des députés à bulletin secret prévues par l'article 41 de la Constitution. Son élection était ainsi nulle et non avenue, et Natapei est restauré dans sa fonction de Premier ministre pour une période intérimaire en vue de convoquer le Parlement pour l'élection d'un nouveau chef de gouvernement,. Natapei indique immédiatement qu'il ne sera pas lui-même candidat au poste, et qu'il soutiendra la candidature de Serge Vohor.
Pendant cet intérim, le 19 juin, Natapei annule la reconnaissance diplomatique accordée à l'Abkhazie par le gouvernement Kilman en mai. Le 26 juin, cet intérim prend fin, lorsque le Parlement élit Sato Kilman au poste de Premier ministre, par 29 voix contre 23 pour Serge Vohor.
Natapei est chef de l'Opposition face au gouvernement Kilman (2011-2013), jusqu'à ce que ce dernier perde sa majorité parlementaire, entraînant sa démission le 21 mars 2013. Natapei apporte son soutien à Moana Carcasses Kalosil (président du parti écologiste de la Confédération des Verts Vanuatu) ; devenu Premier ministre le 23 mars, Carcasses nomme Natapei vice-Premier ministre et ministre des Affaires étrangères. Il finit par retirer son soutien et celui de son parti à Moana Carcasses, faisant chuter le gouvernement en votant une motion de censure déposée par l'opposition contre lui. Il devient alors de fait le nouveau chef de la majorité, mais ne prend aucune fonction gouvernementale, laissant le poste de Premier ministre à l'un de ses fidèles, Joe Natuman. Le 11 juin 2015, trois députés de sa majorité rejoignent l'opposition, qui fait chuter son gouvernement par une motion de censure. Sato Kilman reprend le poste de Premier ministre, et Edward Natapei devient le chef de l'opposition. Il le reste jusqu'à son décès le 28 juillet 2015.